# Telmex
 (avril 2025).
Teléfonos de México S.A.B. de C.V. ou Telmex est une entreprise de télécommunications qui fournit des biens et des services liés à la télécommunication au Mexique. Telmex est le plus grand fournisseur de connexions de téléphones fixe et mobile au Mexique. En plus des services de téléphonie traditionnelle, Telmex est également fournisseur de connexions internet Prodigy. Il propose également des cartes de téléphone pour des appels longue distance à partir de n'importe quel pays, y compris le Mexique.    
Selon le rapport financier du premier trimestre 2003 :
- Telmex contrôlait 14,7 millions de lignes fixes.
- 1,2 million de comptes internet actifs.
- 97 000 utilisateurs d'ADSL.

Telmex est l'un des plus grands employeurs du pays. C'est en 2001 qu'elle employait le plus de travailleurs (67 510). En 2003, elle emploie environ 60 000 personnes.
Héctor Slim Seade en est le président-directeur général (2003) et le directeur financier est Adolfo Cerezo Pérez. le siège social se trouve à Mexico.

## Histoire

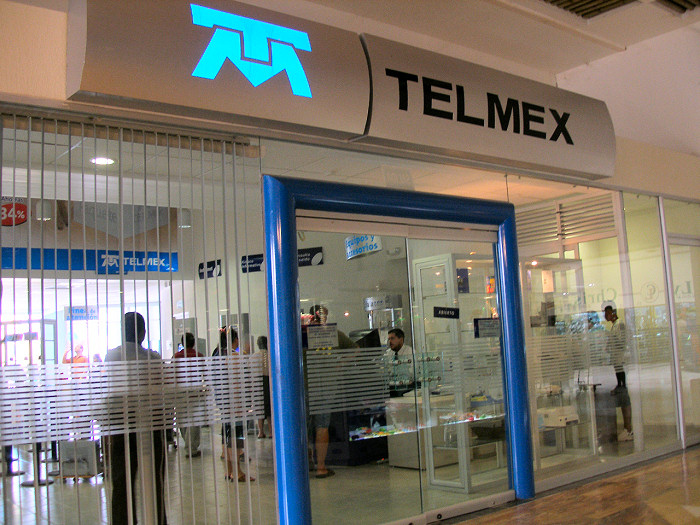
Un magasin de vente au détail Telmex à Jalisco

Telmex a été fondé en 1947 quand un groupe d'investisseurs mexicains acheta la branche mexicaine du suédois Ericsson. En 1950, les mêmes investisseurs mexicains achetèrent la filiale mexicaine de ITT Corporation, devenant ainsi la seule compagnie de téléphone du pays. En 1972 le gouvernement mexicain nationalisa la compagnie, en la transformant en monopole public. Depuis 1972 jusqu'à sa privatisation en 1990, Telmex investissait peu dans les infrastructures du pays. Ceci aura pour conséquence, qu'il était impossible d'obtenir une ligne de téléphone à son domicile.
En 1990, le président Carlos Salinas de Gortari décida de vendre l'entreprise publique, en vue d'améliorer les infrastructures et les services. Telmex a été vendu à un groupe d'investisseur composé principalement par Carlos Slim, France Télécom, et Southwestern Bell Corporation. Leur offre était la plus grande. Cependant, de façon controversée, le paiement lui-même a été effectué sur plusieurs années après, en utilisant l'argent gagné par le service téléphonique.
Après la privatisation, Telmex commença à investir dans de nouvelles infrastructures modernes, en créant un réseau national utilisant la fibre optique et offrant des services dans la majeure partie du pays.
En 1991, le gouvernement mexicain vendit les dernières actions Telmex qu'il détenait. Bien que la compagnie soit maintenant une entreprise privée, elle bénéficie toujours d'un quasi-monopole. Mis à part Telmex, il existe peu de compagnies de téléphone au Mexique, AT&T - Alesta, Axtel et Maxcom.    

### Chronologie
- 1904 : les premières lignes téléphoniques sont installées par Ericsson.
- 23 décembre 1947 : les activités mexicaines d'Ericsson fusionnent avec Compañía Telefónica y Telegrafía Mexicana pour former Teléfonos de México. La transaction a coûté 12 millions de pesos.
- 1er janvier 1948 : Telmex commence ses activités.
- 1989 : Le gouvernement annonce sa volonté de privatiser Telmex.
- Décembre 1990 : Telmex est privatisée. France Télécom devient l'un des actionnaires de l'entreprise.
- 2001 : Telmex emploie 67 510 personnes, plus tard dans l'année, l'entreprise ne comptera plus que 63 775 employés.
- 2002-2003 : premiers licenciements depuis 1990, 3 000 personnes sont licenciées.

## Téléphonie mobile
Dans les années 1990, les téléphones mobiles étaient en train de se populariser. Ce nouveau marché était mené par Iusacell, et Telmex n'y était pas présent. Cela accéléra la formation par Telmex d'une filiale dans ce secteur. La filiale était Radio Móvil Dipsa, et offrait des services sous la marque Telcel. Telcel débuta en tant que second loin derrière son concurant dans ce marché du téléphone mobile, mais en 1995 tout changea lors de la crise monétaire mexicaine frappa durement de nombreux mexicains. Iusacell décida de rester avec les riches clients, en offrant des services onéreux, tandis que Telcel commença à offrir les premiers service de téléphones mobiles prépayés. Bien qu'aussi chère que les contrats offert par Iusacell, le succès de ces services prépayés aura permis finalement à Telcel de fournir la croissance nécessaire pour devenir le leader dans le marché de la téléphonie mobile en deux ans.     
En 2000, América Móvil nait de la scission des activités de téléphonie mobile de Telmex. América Móvil gérera Radio Móvil Dipsa et sera libre de se développer comme une entité indépendante. L'entreprise débuta avec 80 % du marché mobile. De nombreuses personnes continuent à croire qu'América Móvil fait partie de Telmex. En fait, ce sont deux entreprises sœurs toutes deux contrôlées par Carso Global Telecom qui est lui-même est un conglomérat du groupe Carso.

## Informations financières
Telmex est cotée à la Bourse de Mexico (Telmex-A, Telmex-L), à la Bourse de New York, et au Latibex depuis le 12 avril 2003. La capitalisation boursière s'élève à environ 50 milliards d'euros (2003).
France Télécom avait décidé en 2000 d'abandonner sa participation de 7 % dans Telmex.